# Suore domenicane di Santa Maria
Le Suore Domenicane di Santa Maria, di Les Tourelles (in francese Sœurs Dominicaines de Sainte Marie des Tourelles), sono un istituto religioso femminile di diritto pontificio.

## Storia
Le origini della congregazione risalgono al monastero fondato nell'antica abbazia cistercense di Vignogoul, presso Pignan, da un gruppo di domenicane provenienti da Prouille e guidate da Thérèse-Eugénie Durard: la comunità fu eretta dal cardinale de Cabrières, vescovo di Montpellier, il 24 maggio 1898.
Costrette a lasciare il monastero a causa delle leggi anticongregazioniste del 1901, il 27 novembre 1916 le religiose ripresero la vita comune presso la villa di Les Tourelles, a Montpellier.
A Thérèse-Eugénie Durard, morta nel 1918, succedette come priora Emmanule Mazas, sotto la cui guida la comunità abbandonò la clausura e passò dal secondo al terz'ordine domenicano. Il permesso di trasformarsi in congregazione religiosa fu accordato il 10 giugno 1931.

## Attività e diffusione
Oltre che alla vita contemplativa, le suore si dedicano all'apostolato intellettuale (convegni, conferenze, ritiri, esercizi spirituali).
Oltre che in Francia, sono presenti in Svezia; la sede generalizia è a Saint-Mathieu-de-Tréviers.
Alla fine del 2015 l'istituto contava 16 religiose in 2 case.